# Susan Reynolds Crease
Susan Reynolds Crease (18 november 1855 – 15 juli 1947) was een in Engeland geboren Canadese kunstenaar en vrouwenrechtenactiviste.

## Leven
Susan Reynolds Crease werd op 18 november 1855 geboren in Antron, Cornwall. In 1860 verhuisde haar familie naar Victoria, Brits-Columbia. Ze was de dochter van Sir Henry Pering Pellew Crease en Lady Sarah Lindley Crease. In 1862 verhuisde de familie naar New Westminster, maar zes jaar later keerden zij terug naar Victoria. In Canada en Engeland volgde ze kunstlessen. Later in haar leven volgde zij een kunststudie aan King's College in Londen met haar zus Josephine. Ze maakte een aantal waterverfschilderijen van Vancouvereiland. Ze was lid van de Island Arts and Crafts Society.
Van 1884 tot 1933 was ze lid van de Local Council of Women in Victoria. Ook was ze betrokken bij het bezoek van de bekende vrouwenrechtenactiviste Emily Pankhurst aan Victoria.
De dagboeken van Susan Reynolds Crease en haar moeder, Sarah, zijn bekend om hun goede beschrijving van het leven in Victoria aan het begin van de twintigste eeuw. Crease stierf in Victoria toen ze 91 jaar oud was.
Haar kunst is opgenomen in de collectie van de Universiteit van Brits-Columbia.